# Esquadrão Leónidas
Nos finais da Segunda Guerra Mundial na Europa, o Esquadrão Leónidas, formalmente conhecido como Staffel 5 da Kampfgeschwader 200 (KG200) da Luftwaffe, era uma unidade que foi formada para fazer do Fieseler Fi 103R (Reichenberg), uma versão tripulada do "V-1 flying bomb" (bomba voadora)  que nunca foi usado em combate porque Werner Baumbach, o comandante de KG200, e seus superiores consideraram um desperdício desnecessário de vida e recursos e preferiu utilizar a bomba Mistel por sua vez. No entanto, a partir de 17 de Abril até 20 de Abril de 1945 (durante a Batalha de Berlim) trinta e cinco pilotos do Esquadrão Leónidas voaram missões suicidas contra os Soviéticos pontes sobre o rio Oder, com pouco efeito visível.

## História
A criação de um esquadrão suicida foi originalmente proposta por Otto Skorzeny e Hajo Herrmann. A proposta foi apoiada pela famosa piloto Hanna Reitsch. A ideia proposta era que a Alemanha iria usar voluntários como os pilotos suicidas, a fim de superar a vantagem numérica dos Aliados com o seu espírito fanático. A ideia tem raízes na mitologia Alemã que foi glorificado pela propaganda nazi, especialmente pelo jornal das SS "Das Schwarze Korps" dando ênfase a um "Sacrifício heróico".
Hitler estava relutante, mas finalmente concordou com o pedido Reitsch para estabelecer e formar uma unidade de ataque suicida, com a ressalva de que não iria entar em combate sem a sua aprovação. A nova unidade, apelidada de "Leonidas Squadron"(Esquadrão Leónidas), tornou-se parte do KG200.
Foi nomeado por causa de Leónidas I, rei de Esparta, que em 480 aC lutou contra o exército invasor Persa na Batalha das Termópilas, com "300" guerreiros de elite e lutou até o último homem.
O plano de Reitsch era atacar a frota da invasão Aliada usando o Messerschmitt Me 328, armado com uma bomba de 900 kg, mergulhando sobre os navios em tal ângulo que iria explodir sob o casco do navio alvo. Heinrich Himmler, aprovou a ideia e sugeriu o uso de criminosos condenados como pilotos. O Alto Comando da Luftwaffe não estava entusiasmado; Erhard Milch rotulou este plano de  impraticável, e Hermann Göring mostrou pouco interesse. Adolf Hitler foi contra a ideia de sacrifício, acreditando que ele não estava de acordo com o carácter alemão, e ainda não viu a situação de guerra como sendo desfavorável o suficiente para exigir medidas tão extremas. Apesar disso, permitiu a Reitsch o progresso do projecto, depois de lhe ter mostrado o plano Fevereiro de 1944. Günther Korten, Chefe do Estado -Maior da Luftwaffe, deu o assunto ao comandante da KG200 para lidar com.
Mais de 70 voluntários, na maioria jovens, foram obrigados a assinar uma declaração que dizia:
"Tenho a honra de me apresentar voluntariamente para ser inscrito no grupo de suicídio, como parte de um planador/homem-bomba. Compreendo perfeitamente que o emprego nesta capacidade implicará a minha própria morte. "
Muitos destes pilotos eram fanáticos nazis que consideravam o "Selbstaufopferung" (sacrifício-próprio) uma maneira digna de morrer ao contrário do normal "Selbstmord" (suicídio) que era vista como cobarde. Para eles, morrer lutando como um soldado era mais digno do que uma rendição.
Foram encontrados  problemas em converter o Me 328, e a decisão foi tomada em vez de usar uma versão tripulada do "V-1 flying bomb", o Fieseler Fi 103R (Reichenberg). No entanto, o Reichenberg nunca entrou em operação.
Em 9 de Junho de 1944, Karl Koller anunciou que um Gruppe do KG200 equipado com aviões Focke-Wulf Fw 190 especiais estavam prontos para "operações totais". Cada aeronave carregava uma bomba pesada, que devido ao peso das máquinas, não podiam transportar combustível suficiente para um voo de regresso, e os pilotos foram treinados utilizando apenas planadores. Este projecto revelou-se inútil, e Werner Baumbach, agora o comandante da KG200, convenceu seu amigo Albert Speer que seria mais produtivo usar os homens contra as centrais energéticas Soviéticas do que a frota de invasão Aliada. Speer, por sua vez passou esta mensagem a Hitler.

## Missões suicida
Durante a Batalha de Berlim, a Luftwaffe fez "missões de sacrifício" (Selbstopfereinsatz) contra pontes sobre o rio Oder na posse do Exército Vermelho. Estas missões foram executadas por pilotos do Esquadrão Leónidas sob o comando do tenente-coronel Heiner Lange de 17 Abril até 20 de Abril de 1945, utilizando qualquer aeronave que estivesse disponível. A Luftwaffe alegou que o esquadrão destruiu  dezassete pontes. No entanto, o historiador militar Antony Beevor, escreveu sobre o incidente e pensa que este número foi exagerado e que só a ponte ferroviária em Küstrin foi definitivamente destruída. Beevor comentou:
"trinta e cinco de pilotos e aeronaves foi um alto preço a pagar por um sucesso tão limitado e temporário".
As missões foram suspensas quando as forças terrestres Soviéticas chegaram às proximidades da base aérea do esquadrão em Jüterbog e estava em posição de a ultrapassar.